# Ophiochasma
Ophiochasma is een geslacht van slangsterren uit de familie Ophiodermatidae.

## Soorten
- Ophiochasma nitida Hertz, 1927
- Ophiochasma stellata (Ljungman, 1867)